# Nemeïsche Spelen

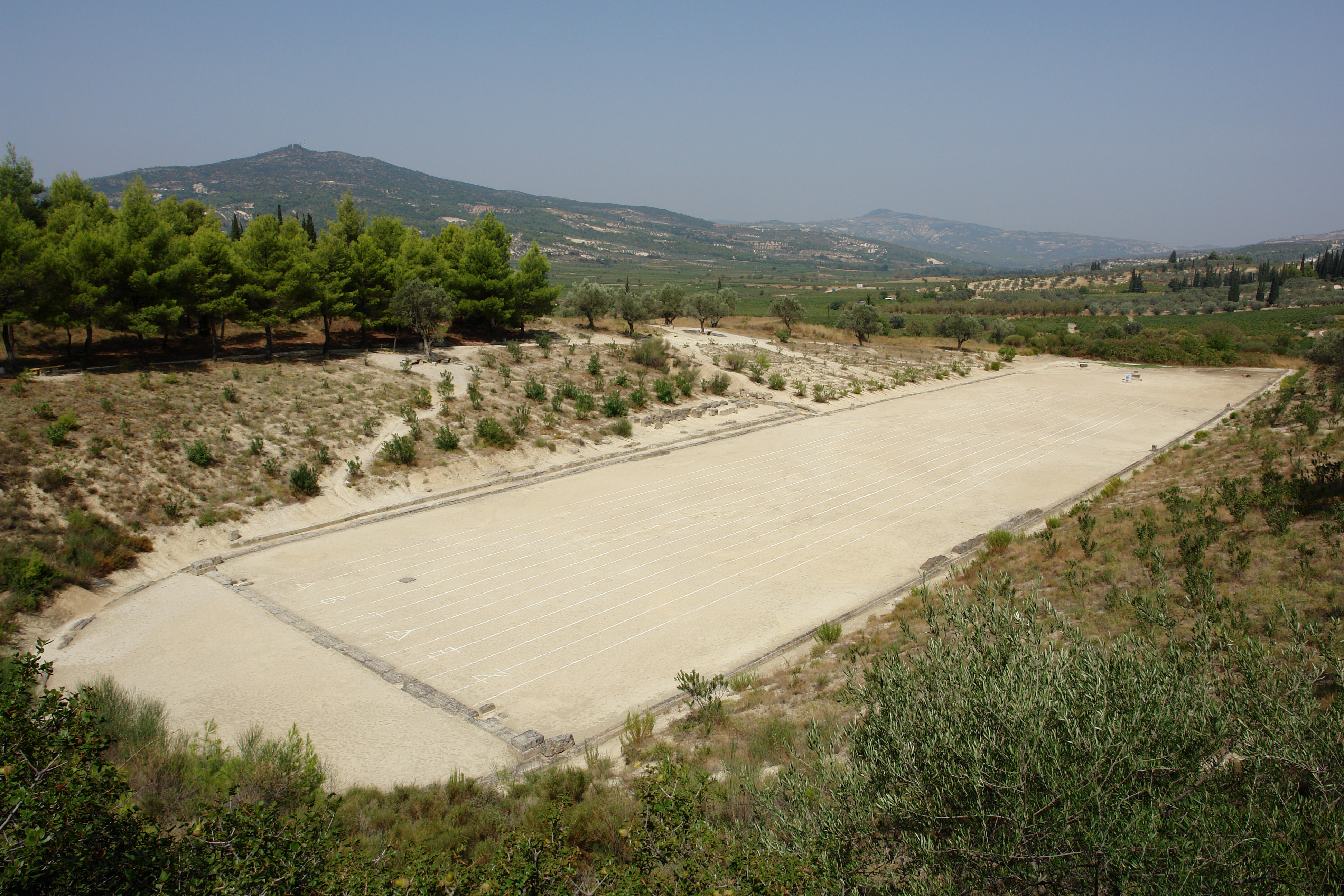
Stadion in Nemea.

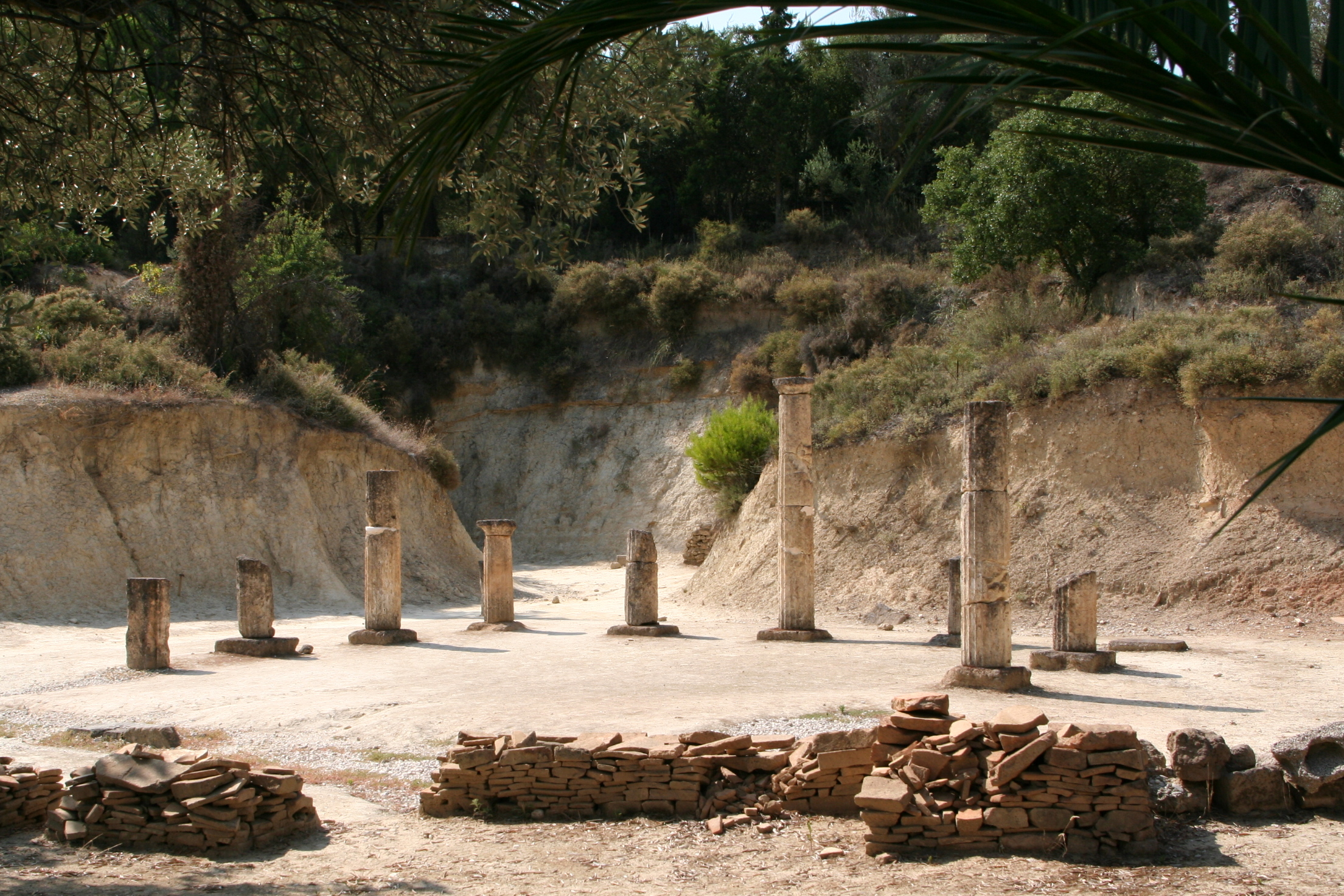
Apodyteria bij het stadion.

De Nemeïsche Spelen (Grieks: Νέμεα, Nemea) waren wedstrijden, die in het oude Griekenland om de twee jaar in het Grieks heiligdom van Nemea gehouden werden. Ze behoorden tot de Panhelleense Spelen en werden in het jaar voor of na de Olympische Spelen gehouden en twee maanden na de Isthmische Spelen. Net zoals de Olympische Spelen  waren het spelen ter ere van Zeus.
Volgens de legende werden de spelen ingevoerd, nadat Herakles de Nemeïsche leeuw had verslagen. Een andere overlevering zegt echter dat het op begrafenisspelen voor een jonge koningszoon genaamd Opheltes is terug te voeren. De historische bronnen voor deze spelen beginnen pas in het jaar 573 v.Chr.. De overwinnaar behaalde traditioneel een krans, gevlochten uit selderijbladeren uit Argos.
De leiding over de spelen was in handen van de polis Kleonai, die in 450 v.Chr. door Argos werd onderworpen en daarmee ook de leiding over de spelen moest afstaan. Het  programma omvatte de volgende sporttakken: stadionloop (afstand: 180 m), boksen, boogschieten, worstelen, discuswerpen, speerwerpen en wagenrennen. De Atheense veldheer en politicus Alcibiades won hier eenmaal de wagenrennen. Pindarus dichtte prijsliederen voor de overwinnaar van de spelen. Het stadion van Nemea is als ruïne tot vandaag betrekkelijk goed bewaard gebleven. Ook vandaag nog worden er elke vier jaar (nu in hetzelfde jaar als de Olympische Spelen) sportwedstrijden gehouden.